# Music Production Center
Akai MPC (первоначально MIDI Production Center, сейчас Music Production Center или Controller) — серия электронных музыкальных инструментов, разработанная Роджером Линном и производимая японской компанией Akai, начиная с 1988 года. Первоначально создатели MPC планировали производство драм-машин, сочетающих в себе MIDI-секвенсер с возможностью создания собственных семплов. Поздние же модели имели более расширенные функции семплирования, хранения, взаимодействия с другими устройствами и управления, что вывело MPC из разряда инструментов для создания только ударных и ритмических партий.

## История
MPC60 был первым результатом сотрудничества Akai и технического дизайнера Роджера Линна, целью которого было создание продукта похожего по своим характеристикам на инструменты компании Linn Electronics, например, такого как Linn 9000. Роджером Линном была разработана функциональная схема, включая расположение клавиш панели управления и спецификации программно-аппаратного обеспечения. Позже совместно с группой инженеров было написано ПО. Само же аппаратное обеспечение было разработано английским инженером Дэвидом Кокерелом, одним из основателей Electronic Music Studios и создателей легендарного синтезатора VCS 3 в сотрудничестве с Петром Зиновьевым.
Вскоре после выпуска MPC60, был разработан MPC60-2. Выпущенный в 1991 году, MPC60-2 был усовершенствованной версией MPC60, с выходом для наушников и пластиковым корпусом вместо оригинального металлического. В 1997 году Akai уже без участия Роджера Линна разработала и выпустила MPC2000. Пытаясь сэкономить деньги, компания хотела отказаться от услуг Роджера Линна, как ключевого разработчика MPC, которому придётся платить авторские отчисления за будущие модели.
В 2002 году был представлен MPC4000 — самый мощный MPC в истории Akai (по некоторым параметрам лучше поздней модели MPC5000). Отличительными особенностями этой модели было наличие 8 выходов, жёсткого диска и дисковода для CD-ROM, также было возможно расширение оперативной памяти до 512 Мб, что на данный момент является самым большим объёмом памяти на MPC. Через два года после релиза MPC4000, был выпущен MPC1000, являвшийся на тот момент самым маленьким MPC из всей линейки продукта. Также это была первая модель, использовавшая формат памяти CompactFlash.
На выставке NAMM в 2012 году, была представлена линейка контроллеров MPC Renaissance и MPC Studio, работающая с программным обеспечением MPC Renaissance на платформе Mac и Windows. Дополнительно Akai выпустила MPCFly, контроллер третьего поколения для iPad и iPad 2, работающий с приложением iPad MPCFly App, доступный в AppStore.

## Модели MPC
Ниже представлены модели MPC, расположенные в порядке даты выпуска:

### MPC60
Характеристики:

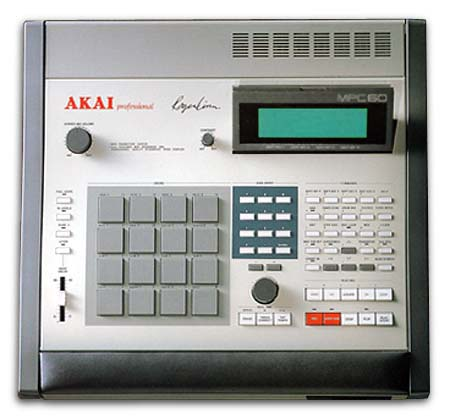
Akai MPC60

- 16 чувствительных к нажатию и послекасанию пэдов
- 2 банка пэдов (в одном банке 64 звука), 32 барабанных сета
- стерео-семплер с частотой дискретизации 40 кГц/12 бит, воспроизводит частоты от 20 Гц до 18 кГц
- синхронизация посредством MIDI Time Code, MIDI Clock, FSK24, SMPTE
- 12-битные ЦАП и АЦП
- 768 кБ оперативной памяти, расширяется до 1.5 МБ (карта расширения: EXM003)
- 16-голосная полифония
- встроенный дисковод для дискеты
- 2 MIDI-входа и 4 MIDI-выхода (позволяет контролировать до 64 устройств)
- секвенсер: 20 песен, 99 секвенций, 99 дорожек, 60 000 нот при разрешении 96ppq (96 делений на четвертную ноту)
- пластиковый корпус

Выпущенный в 1988 году, этот мощный и многофункциональный электронный музыкальный инструмент, так называемый «всё в одном устройстве», известный своей простотой и удобством в создании композиций и использовании, быстро завоевал популярность у музыкантов в стиле хип-хоп и R'n'B. В том же году был выпущен, как отдельный от семплера и самостоятельный продукт, секвенсер ASQ10. Как писалось выше, версия MPC60-2 была дополнена выходом для наушников и вместо металлического корпуса имела пластиковый. Была выпущена в 1991 году, но до сих пор пользуется спросом у музыкантов.
В 2006 году Роджер Линн продолжил работать над обновлениями для MPC60 и разработал Операционную систему 3.10, (оригинальная для MPC3000, но адаптированная для MPC60), и интерфейс SCSI, позволяющий подсоединять жёсткие диски и ленточные накопители, которые позволили использовать большее количество памяти по сравнению с дискетами.

### MPC3000
Характеристики:

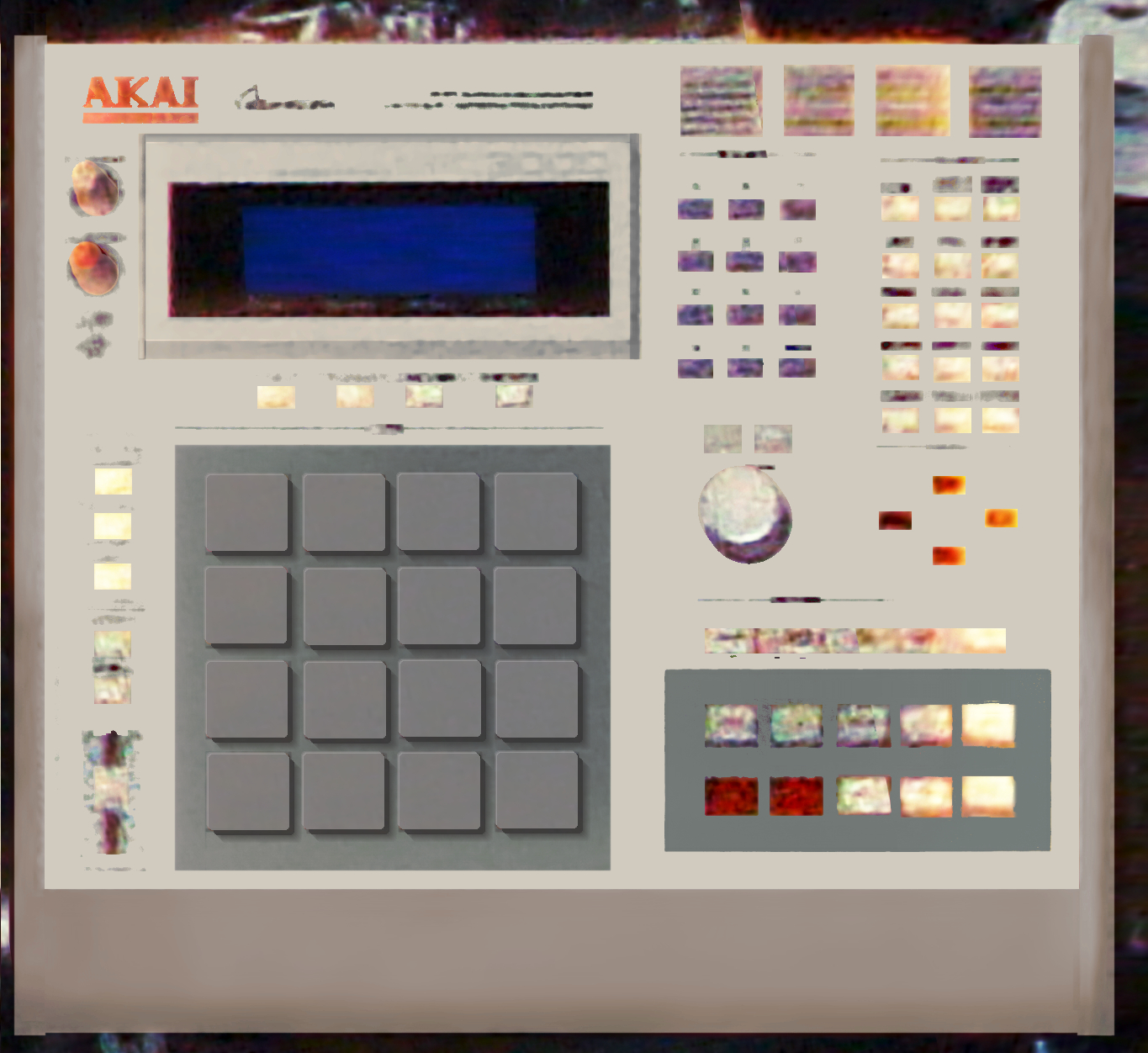
Akai MPC3000

- 16 чувствительных к нажатию и послекасанию пэдов
- 4 банка пэдов, 24 барабанных сета
- стерео-семплер с частотой дискретизации 44,1 кГц/16-бит, воспроизводит частоты от 20 Гц до 22.1 кГц
- 2 МБ оперативной памяти, расширяется до 32 МБ
- 32-голосная полифония
- 1 стерео вход S/PDIF
- фильтр нижних частот с резонансом и генератором огибающей
- 2 MIDI-входа и 4 MIDI-выхода
- синхронизация посредством MIDI Time Code и MIDI Clock, SMPTE
- встроенный дисковод для дискеты
- секвенсер: 20 песен, 99 секвенций, 99 дорожек, 75 000 нот при разрешении 96ppq (96 делений на четвертную ноту)
- интерфейс SCSI

Выпущенный в 1994 году, был модифицированной версией предыдущей модели MPC60: частота семплирования увеличилась до 44.1 кГц, память расширилась до 2 Мб, были добавлены эффекты, фильтры и интерфейс SCSI. Спектр жанров композиций, создаваемых с помощью этой модели, не ограничивался только Hip Hop, R’n’B, Rap, но также было возможно создать трек в стиле Techno. MPC3000 так быстро завоевал популярность, что многие музыканты и исполнители отводят ему роль главного перкуссионного инструмента. Версия MPC3000LE (Limited Edition) отличалась от MPC3000 чёрным цветом корпуса и ограниченным количеством: всего с производства сошло 2000 шт. МРС 3000 многие продюсеры используют по сей день, считая что эта модель обладает самым «сочным» звучанием.

### MPC2000
MPC2000 продолжает линейку профессиональных и популярных (с возможностью расширения и дополнения) семплеров/секвенсеров Akai. Семплерная часть этой модели заимствована у другого продукта Akai, S2000, с минимальным объёмом памяти 2 Мб и максимальным 32 Мб и множеством инструментов для редактирования. Функционирует как пошаговый и линейный секвенсор. Выпускался в период с 1997 по 2000 год. Заменён моделью MPC2000XL.
Характеристики:

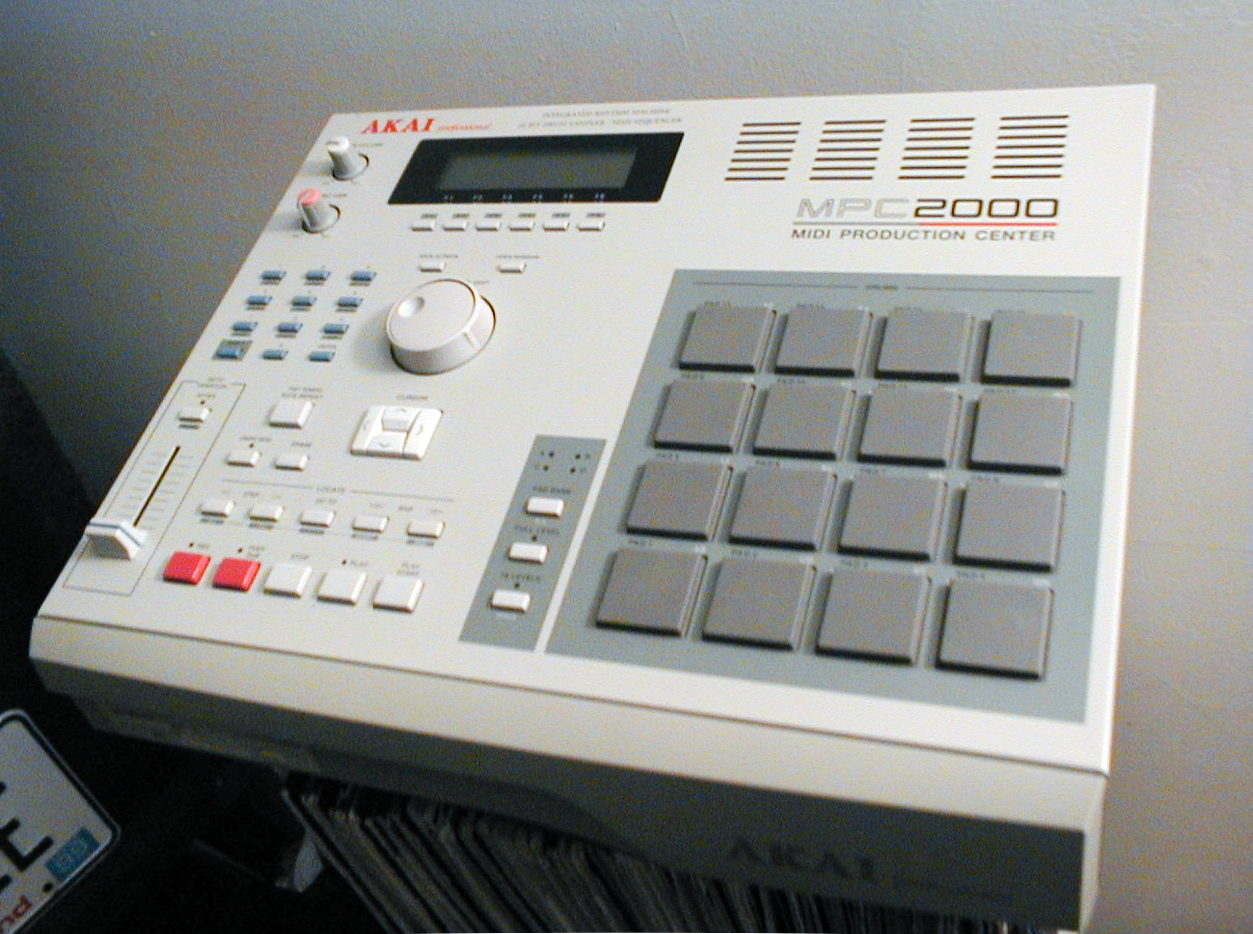
Akai MPC2000

- 16 чувствительных к нажатию и послекасанию пэдов
- 1 клавиша для доступа к 4 банкам пэдов
- 2 МБ оперативной памяти, расширяется до 32 МБ
- стерео/моно семплер с частотой дискретизации 44.1 kГц/16-бит
- 2 генератора низкочастотных сигналов (Low-Frequency Oscillator)
- резонансный фильтр (12 Дб) и огибающая на каждый голос
- процессор эффектов SampleVerb (EB16) можно установить дополнительно
- 2 MIDI-входа и 2 MIDI-выхода
- секвенсер: 64 дорожки, 100 000 нот
- встроенный дисковод для дискеты
- SMPTE (дополнительно)
- интерфейс SCSI
- дополнительно можно установить расширитель выходов Multi-8/D, увеличивающий количество выходов с 2 до 10 и добавляющий S/PDIF интерфейс

### MPC2000XL
В целом эта модель отличается от MPC2000 несколькими характеристиками, а именно: количество хранимых семплов увеличилось до 256, возможность изменения свойств звука с помощью передискретизации (может понизить частоту дискретизации до 22 кГц/8-бит), функция растяжения времени и мультитрековой записи, дополнительный выход MIDI Soft Thru, синхронное воспроизведение следующей секвенции, было добавлено несколько клавиш: для перехода к другой секвенции, доступа к четырём банкам пэдов, повторения ноты и отключения звука. Главное отличие было ещё и в том, что новая модель не нуждалась в загрузочной дискете при каждом включении. В 2004 году вышла версия MPC2000-MCD, со слотом для карт формата CompactFlash, вытеснившая дискету и накопители Iomega Zip, использовавшихся на предыдущих моделях. В период с 2000 по 2003 год были выпущены 4 ограниченные серии модели MPC2000XL SE. Две версии модели SE-1: одна с улучшенной панелью управления, совместимая с увеличивающимся количеством библиотек звуков, вторая с изменениями в оформлении. Модели SE-2 и SE-3 также имели другое оформление.
Характеристики:

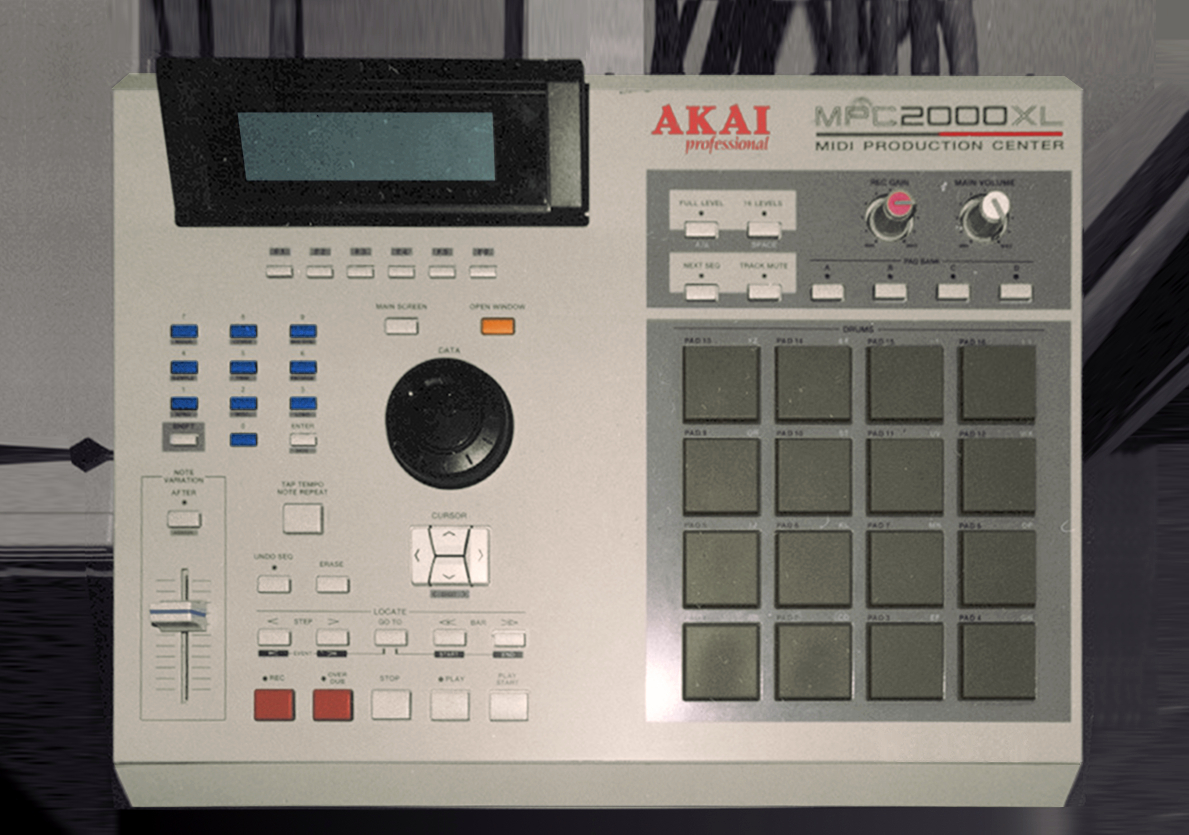
Akai MPC2000XL

- 16 чувствительных к нажатию и послекасанию пэдов
- регулируемый экран с ЖК-дисплеем
- функция растяжения времени с 18 пресетами
- клавиша Повторения ноты
- графическое редактирование семпла
- 32-голосная полифония
- секвенсер: 64 дорожки, 300 000 нот
- встроенный дисковод для дискеты или для накопителя Iomega Zip на 100 Мб (расширяется до 320 Мб)
- 2 Мб оперативной памяти, расширяется до 32 Мб
- 2 MIDI-входа и 2 MIDI-выхода
- SCSI интерфейс
- синхронизация посредством MIDI Clock и MTC
- карта флэш-памяти на 8 Мб (дополнительно)
- расширитель на 8 выходов (дополнительно)
- S/PDIF панель входа/выхода (дополнительно)
- плата SMPTE синхронизации (дополнительно)
- процессор эффектов SampleVerb (EB16) (дополнительно)

### MPC4000
Выпущенный в 2002 году, по праву занял почётное место «ключевого и ведущего продукта» во всей линейке моделей MPC наряду с MPC2000XL. Не только потому, что на тот момент имел больше всего характеристик и дополнительных функций (MPC4000 основан на моделях MPC60, 3000 и 2000XL), но и потому, что его семплерная часть была заимствована у модели из другой линейки продуктов Akai, Z-96, в сочетании с процессором Intel для высокоскоростной обработки звука. Впервые в истории семплеров Akai эта модель поддерживает не только стандартные программы для воспроизведения семплов ударных инструментов, но и даёт возможность выбора программы для создания партий таких инструментов, как клавишные, струнные, а также синтезатора, баса и др. Возможность управления через PC/Mac (подсоединяющиеся к MPC посредством интерфейса USB) с помощью программы ak.Sys Network and Control Software, которая может одновременно управлять 32 устройствами. Эта модель сохраняет все секвенции, песни, программы и семплы в одном файле формата .prj (сокр. от project). Запись семплов может проходить при работающем секвенсере через цифровые и аналоговые входы, а также с внутреннего CD накопителя. Полная совместимость звуковых библиотек таких инструментов, как Akai S1000, S3000 и XL серия, S5/S6000, Z4/Z8, MPC2000XL, MPC3000, Roland S700 серия, и EMU 3 и 4 серии. Имеется функция IntelliSample для автоматизации семплирования, наименования, создания программ и назначения семплов. Присутствует встроенный синхронизатор, позволяющий решить проблему несовпадения темпа и скорости семплов. В 2008 году MPC4000 был заменён на MPC5000.
Характеристики:

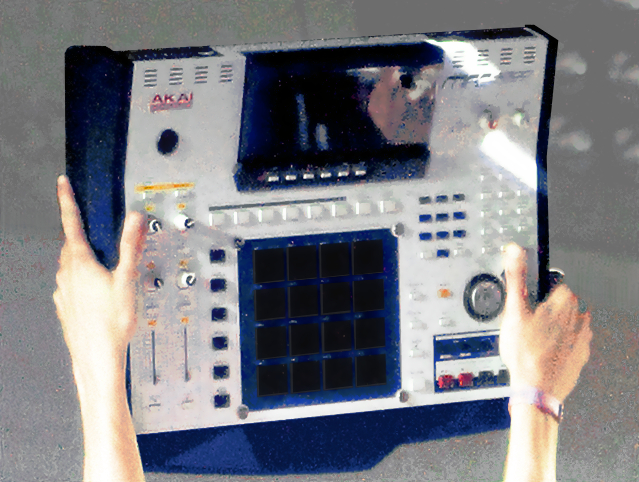
Akai MPC4000

- 16 чувствительных к нажатию и послекасанию пэдов
- графический ЖК-дисплей с разрешением 320х240 пикселей (возможно графическое изменение формы волны семпла)
- 6 банков пэдов
- 2 MIDI входа и 4 MIDI выхода
- частота дискретизации 44.1/48/96 кГц, разрядность 16/24-бит
- 64-голосная полифония
- 36 видов резонансных фильтров
- 3 резонансных генератора огибающей
- 2 независимых двойных генератора низкочастотных сигналов (Low-Frequency Oscillator) с контролем внутренней/внешней модуляции
- 4-канальный (24-бит/96 кГц) процессор эффектов, включающий реверберацию, хорус, дилэй, компрессор, флэнжер, фэйзер, эквалайзер, дисторшн и многие другие
- 272 Мб оперативной памяти, расширяется до 512 Мб (карты расширения PC100, PC133 или CL2), встроенный жёсткий диск EIDE на 20 Гб, заполненный на 4 Гб семплами; дополнительный дисковод для жёсткого диска, Zip-накопителя или CD-ROM; индикаторы памяти отображают количество свободной «семплерной» и «секвенсерной» памяти, а также памяти центрального процессора
- секвенсер: 300,000 нот, 128 дорожек на секвенцию, 128 секвенций
- IB-4D Digital Audio (SPDIF) I/O (дополнительно)
- IB-4ADT ADAT панель (2 входа/8 выходов) (дополнительно)
- IB-48P 8-канальная панель выхода (дополнительно)
- синхронизация посредством MTC, MIDI clock, SMPTE
- SCSI и USB интерфейсы

### MPC1000
MPC1000 оснащён всеми стандартными характеристиками линейки сэмлперов Akai, такими как, 32-голосный стерео семплер, секвенсер на 64 дорожки, 16 чувствительных к нажатию и послекасанию пэдов, 2 Q-link энкодера, 2 процессора эффектов, вся производственная мощность которых уместилась в компактном корпусе. Хотя производитель и удешевил этот сэмлпер, уменьшив его в размерах (в отличие от предыдущих моделей), это никоим образом не сказалось на качестве звука.
Характеристики:

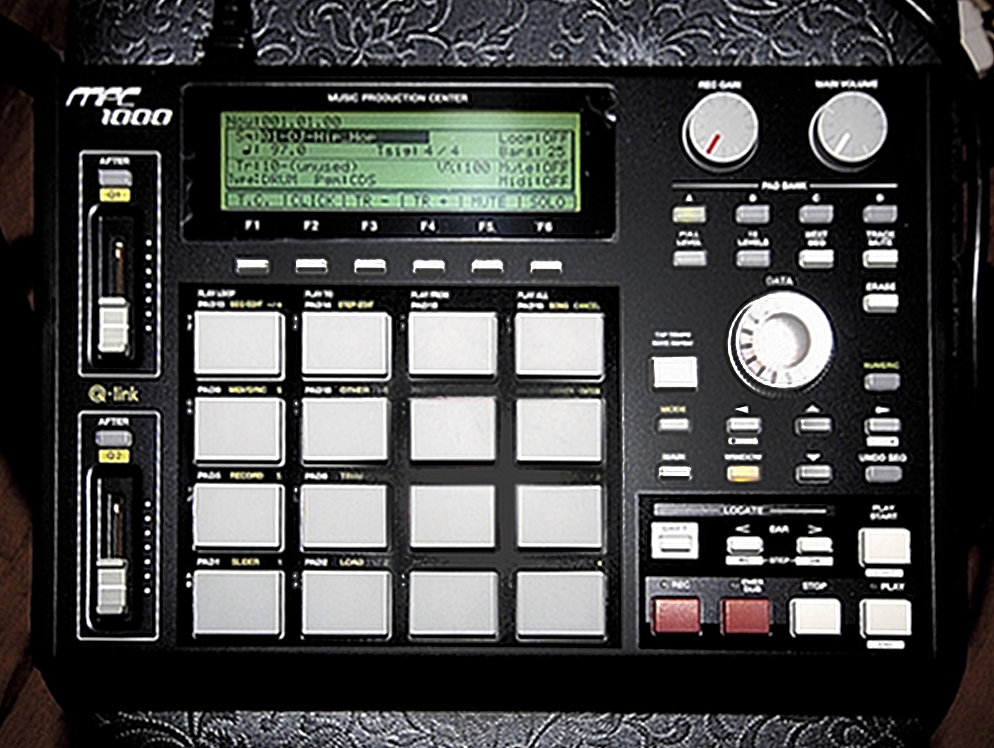
Akai MPC1000

- 2 MIDI входа и 2 MIDI выхода (всего 32 MIDI канала)
- паттерновый и линейный секвенсер
- оперативная память 16 Мб расширяется до 128 Мб
- семплы и MIDI файлы хранятся в формате WAV на карте CompactFlash (до 2 Гб)
- 4 банка пэдов
- USB-порт для соединения с компьютером
- 2 генератора низкочастотных сигналов (Low-Frequency Oscillator)
- 2 процессора мульти-эффектов (флэнжер, хорус, компрессор, 4-х полосный эквалайзер, фазовый сдвиг, тремоло, реверберация, дилэй, пэннинг, лоу-фай эффект); общий процессор эффектов выходных сигналов (эквалайзер, компрессор)
- 4-полярный фильтры на каждый голос (высокие, средние и низкие частоты)
- выходные сигналы (outputs) могут подвергнуться передискритизации

### MPC2500
Эта модель установила стандарт музыкальной индустрии в создании перкуссионных и ритм партий. Нацеленная для профессионального пользования, как для записи в студии, так и живого выступления, MPC2500 стала популярна среди широкого круга музыкантов. Имеется USB-порт, также дополнительно можно установить функции записи и чтения на дисковод для CD-R/DVD. Выходные сигналы (outputs) могут подвергнуться передискретизации, а входные (inputs) — квантованию. Имеется функция дробления лупа (вплоть до 64 семплов) и автоматическое распределение по пэдам (квадратные серые кнопки). Производство этой модели закончилось в 2009 году.
Характеристики:

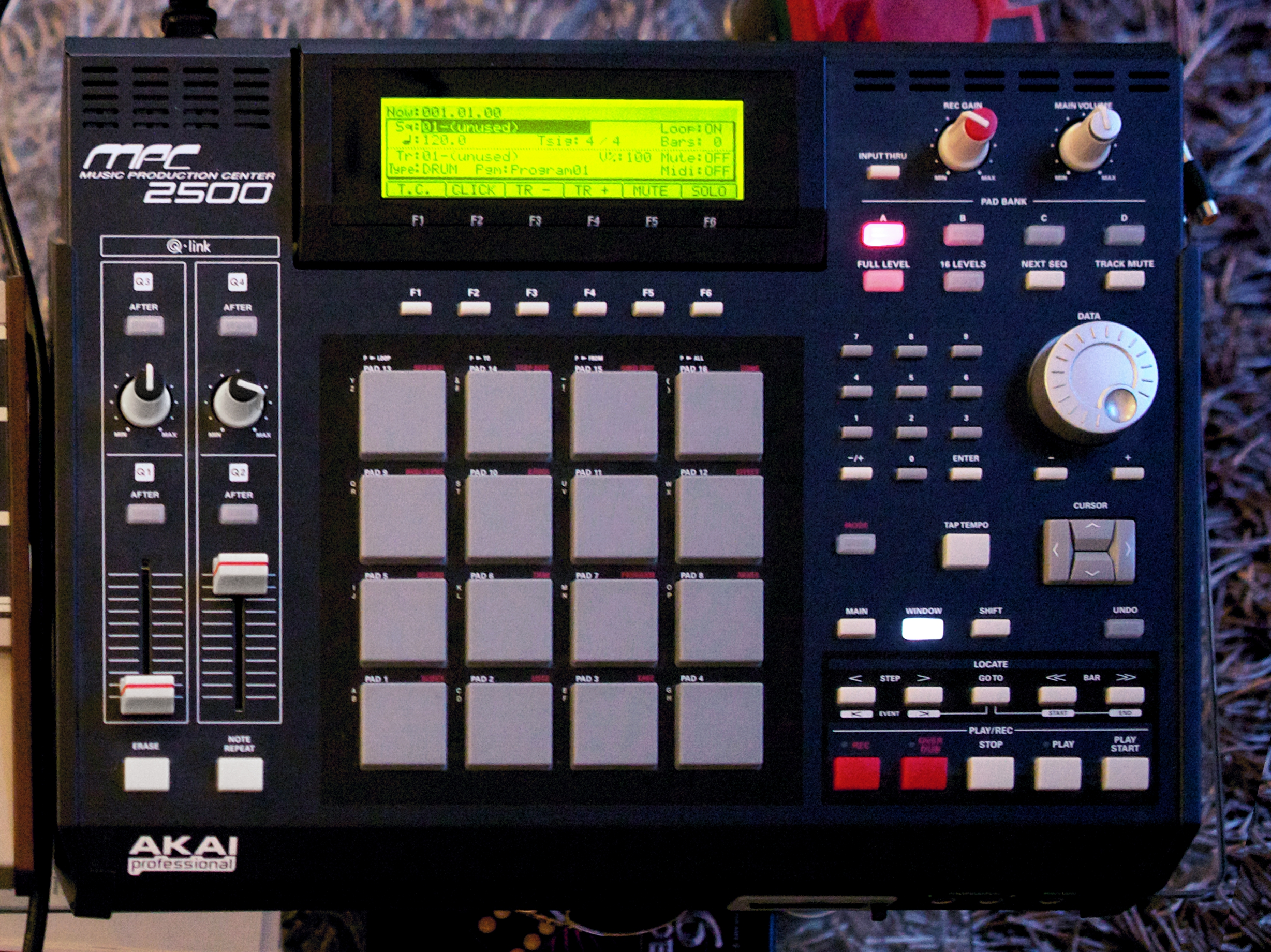
Akai MPC2500

- 16 чувствительных к нажатию и послекасанию пэдов
- 2 MIDI входа, 4 MIDI выхода
- 8 аналоговых выхода; 1 аналоговый стерео вход; 1 цифровой вход/выход; 1 стерео выход.
- USB-порт/слот для CompactFlash; установка CD-R/DVD дисковода — опционально
- 32-голосная полифония
- секвенсер: 64 дорожки, 100 000 нот
- 2 процессора мульти-эффектов (флэнжер, хорус, компрессор, 4-х полосный эквалайзер, фазовый сдвиг, тремоло, реверберация, дилэй, пэннинг, лоу-фай эффект); общий процессор эффектов выходных сигналов (эквалайзер, компрессор)
- 16 Мб оперативной памяти (расширяется до 128 Мб)
- 4 Q-link энкодера реального времени (2 фейдера и 2 энкодера)
- чёрно-белый графический экран с регулируемым углом наклона, подсветкой и разрешением 240x64
- в комплект входит карта CompactFlash с 128 Мб семплов

### MPC500
Самый маленький МPC, когда-либо созданный Akai, и по-настоящему портативный. Также это первый МPC, у которого всего 12 пэдов, вместо стандартных 16. Может работать на 6 батарейках АА, а также через соединитель питания (12 В). Все проекты, созданные на этой модели, могут быть перенесены на любой другой МPC с помощью карты CompactFlash. MPC500 это ещё и единственная модель MPC, не имеющая назначаемых выходов (assignable outputs).
Характеристики: 

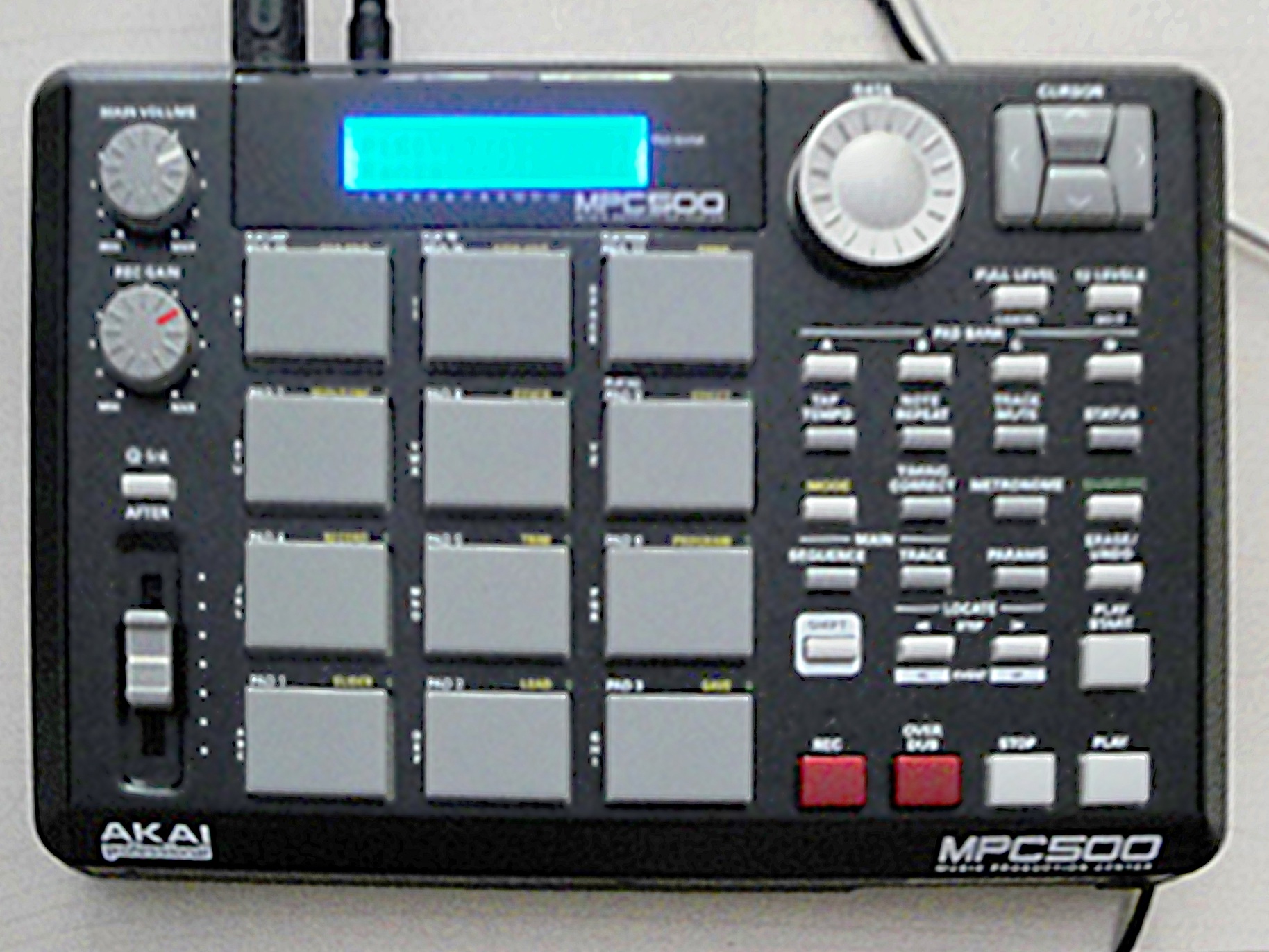
Akai MPC500

- секвенсер на 48 дорожек, 32-голосный стерео семплер
- оперативная память 16 Мб расширяется до 128 Мб
- USB-порт для соединения с компьютером
- 4 банка пэдов
- 1 MIDI вход и 1 MIDI выход (всего 16 MIDI каналов)
- 2 аналоговых входа и 2 аналоговых выхода
- экран с подсветкой размером 2х16
- 2 процессора мульти-эффектов (флэнжер, хорус, компрессор, 4-х полосный эквалайзер, фазовый сдвиг, тремоло, реверберация, дилэй, пэннинг, лоу-фай эффект); общий процессор эффектов выходных сигналов (эквалайзер, компрессор)
- фильтр низких частот с резонансом на каждый голос

### MPC5000
Эта модель, поистине названная Akai «флагманской и самой продвинутой», была впервые представлена на выставке NAMM Show в 2008 году (розничная цена MPC5000 на мероприятии составляла $3,500). Основные новшества этой модели: 8-трековое устройство звукозаписи на жёсткий диск; 20-голосный аналоговый синтезатор с арпеджиатором; секвенсер с разрешением 960ppq (960 делений на четвертную ноту); непрерывное 64-трековое семплирование. Также имеется новый процессор эффектов (FX) с 4 шинами эффектов (2 эффекта на шину) — всего более 40 эффектов.

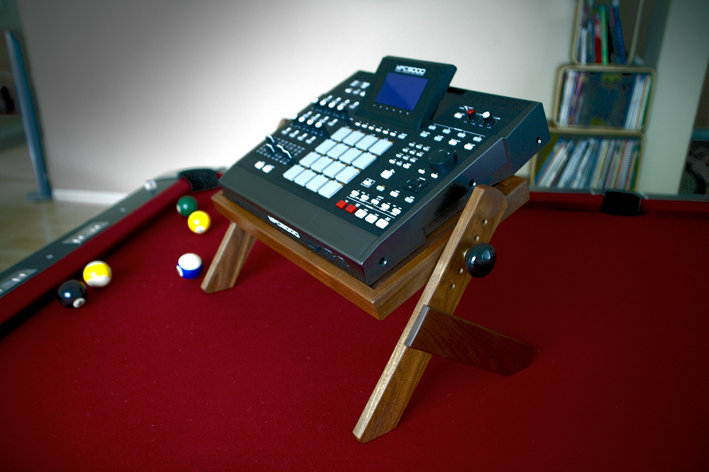
Akai MPC5000

Кроме этого, MPC5000 имеет 64-голосный драм и фразовый семплер с оперативной памятью 64 Мб, расширяемой до 192 Мб. Дисплей размером 240x128, что в 2 раза больше, чем у MPC2500 и MPC1000 (что позволяет отчётливо отображать форму волны). Есть функция Chop Shop 2.0 (дробление стерео лупа с автоматическим распределением по пэдам). К тому же, это первая модель, в которой возможно случайное и поочерёдное воспроизведение семпла. Как и в MPC4000, имеется предусилитель для вертушек и микрофонный вход XLR.
Наличие аналогового синтезатора позволяет исключить необходимость в подключении внешнего звукового модуля или программного синтезатора. Новый 8-трековый рекордер, записывающий звук прямо на диск, даёт возможность создать с нуля целую композицию с помощью того, что находится внутри MPC, и из того, что поступает через внешние входы. Семплер можно дополнить дисководом для CD-R/DVD для дальнейшей записи на диск. В комплект входит 650 Мб высококачественных звуков от Loopmasters.
Некоторые функции редактирования и спецификации аппаратного обеспечения у MPC5000 отличаются от более ранней модели MPC4000 не в пользу первой: максимальная оперативная память у MPC5000 192 Мб по сравнению с 512 Мб у MPC4000, да и экран чуть меньше. Но у рассматриваемой модели обновлённая и более стабильная операционная система: к OS 2.0 добавилось много функций, в том числе возможность загрузить целую папку без программ MPC, и большое количество кнопок быстрого доступа для лучшей навигации.
На данный момент MPC5000, работающий на OS 2.0, имеет больше всего функций из всех MPC, после него идёт MPC4000.
Характеристики:
- 64-голосный семплер с оперативной памятью 64 Мб, расширяемой до 192 Мб
- 3-осцилляторный виртуальный аналоговый синтезатор с арпеджиатором (более 300 пресетов в комплекте)
- 8-трековая запись на жёсткий диск
- встроенный жёсткий диск
- разъём для CompactFlash
- 12 Q-link энкодера для внутренней автоматизации, внешнего MIDI-контроля и редактирования
- 10 встроенных аналоговых выходов, 1 выход (8 каналов) ADAT Optical, 1 стерео вход/выход S/PDIF, 1 стерео вход для вертушки с предусилителем и 1 комбинированный вход XLR
- 2 MIDI-входа и 4 MIDI-выхода
- USB-порт для соединения с компьютером
- 4 банка пэдов
- мощный мультирежимный фильтр
- библиотека звуков от Loopmasters.com
- экран 240х128 с регулируемым углом наклона

### MPC Renaissance
Разработанная в сотрудничестве с продюсерами и музыкантами из разных стран, это первая модель, использующая память внешнего персонального компьютера в сочетании со встроенным аудиоинтерфейсом и собственным программным обеспечением (MPC Software) и представляющая собой полностью интегрированный комплекс программного и аппаратного обеспечения. MPC Software может функционировать как самостоятельная цифровая звуковая рабочая станция или как подключаемый плагин формата VST, RTAS или AU. Ограничения по памяти зависят от объёма жёсткого диска и оперативной памяти подключённого компьютера. Наличие эксклюзивного режима Винтаж (Vintage Mode) позволяет придать семплам звучание таких «классических» моделей, как MPC3000, MPC60 и др. Некоторые элементы дизайна и управления MPC Renaissance были заимствованы у нескольких его предшественников: MPC3000 - транспортные кнопки и кноб; MPC1000, MPC2500 и MPC5000 - LCD-экран. Также это первая модель с подсветкой пэдов, цвет которых меняется в зависимости от силы нажатия, выбора банка пэдов и др.
Характеристики:

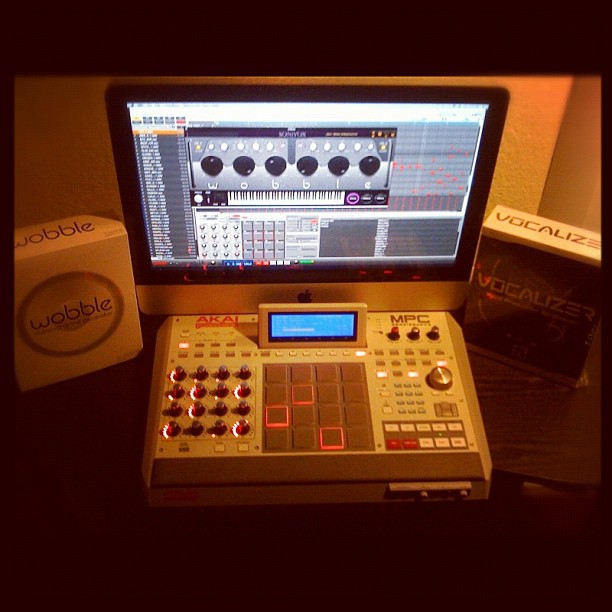
MPC Renaissance с подключённым iMac

- 16 чувствительных к нажатию и послекасанию пэдов с подсветкой, 16 Q-link энкодеров, LCD-экран с регулируемым углом наклона
- 128-голосная полифония
- частота дискретизации до 96 кГц / 24 бит
- MPC Software (64-битная) для PC или Mac + 4 MPC Расширения + 9 Гб звуков
- 4-х канальный аудиоинтерфейс с подключением типа USB 2.0 и встроенный USB-концентратор на 2 порта
- 128 секвенций, 128 дорожек на секвенцию, 128 программ
- разрешение 960 делений на четвертную ноту
- 8 банков пэдов (самое большое количество за всю историю MPC)
- 7 видов фильтров (Low Pass, Band Pass, High Pass, Band Boost, Band Stop, Analog Modeling, Vocal Formant)
- режим Винтаж для возврата к звучанию старых моделей MPC
- в комплект входит цифровая звуковая рабочая станция Avid ® Pro Tools ® Express
- совместимость с семплами и секвенциями любого MPC; поддержка файлов формата WAV, MP3, AIFF, REX, и SND
- 2 MIDI-входа и 4 MIDI-выхода
- ¼ ˝ TRS стерео выход; 2 назначаемых ¼ ˝ TRS выхода; S/PDIF вход и выход; ¼ ˝ TRS или XLR стерео вход для микрофона;  2 входа ⅛ ˝ RCA
- синхронизация типа MIDI Clock и MIDI Time Code

### MPC Studio
Новая портативная модель MPC Studio, толщина корпуса которого вместе с плоскими элементами управления менее одного дюйма, унаследовала от своего «старшего брата» MPC Renaissance главное новшество последних моделей этой линейки семплеров Akai, а именно использование памяти подключённого PC или Mac в сочетании с MPC Software. MPC Studio может функционировать как самостоятельная цифровая звуковая рабочая станция или как подключаемый плагин формата VST, RTAS или AU.  По причине сравнительно небольших размеров MPC Studio у этой модели имеются ограничения на количество подключаемых устройств: на боковой панели имеются только два ⅛ ˝ TRS разъёма MIDI-in и MIDI-out, к которым при помощи адаптера можно подключить MIDI-устройства.
Характеристики:
- алюминиевый корпус,16 чувствительных к нажатию и послекасанию пэдов с подсветкой, 4 чувствительных плоских Q-link кноба
- 64-голосная полифония
- MPC Software (64-битная) для PC или Mac + 2 MPC Расширения + 7 Гб звуков
- 128 секвенций, 128 дорожек на секвенцию, 128 программ
- разрешение 960 делений на четвертную ноту
- 8 банков пэдов
- 7 видов фильтров (Low Pass, Band Pass, High Pass, Band Boost, Band Stop, Analog Modeling, Vocal Formant)
- совместимость с семплами и секвенциями любого MPC; поддержка файлов формата WAV, MP3, AIFF, REX, и SND
- USB-порт для подключения к компьютеру, MIDI-вход и MIDI-выход в виде разъёмов ⅛ ˝ TRS
- синхронизация типа MIDI Clock и MIDI Time Code

### MPC Element
Несмотря на свои размеры и отсутствие некоторых привычных для MPC элементов управления, самый заметный из которых – это экран, эта минималистская модель MPC делает из обычного компьютера полноценную рабочую станцию по созданию музыки, используя программное обеспечение MPC Essentials Software, которое может функционировать как самостоятельное программное обеспечение, так и в качестве плагина на таких цифровых рабочих станциях, как Pro Tools, Ableton Live, Cubase, Logic Pro и др.
Характеристики:
- 16 чувствительных к нажатию и послекасанию пэдов с подсветкой
- программное обеспечение MPC Essentials, 1 Гб звуков, до 8 банков пэдов
- толщина корпуса 14 мм, имеется чехол, защищающий алюминиевый корпус MPC от повреждений
- разъём USB для подсоединения к ПК
- 1 MIDI-вход и 1 MIDI-выход
- MPC Element совместим с такими приложениями для iPhone и iPad, как CoreMIDI, iMPC и др.
- возможность назначить на один пэд до 4-х семплов и вставить до 4-х эффектов
- импорт и экспорт файлов формата WAV и AIFF

### MPC Fly
Эта нестандартная модель MPC создана для работы с планшетами Apple iPad и iPad2 и по сути представляет собой предыдущую модель MPC Element, за тем лишь исключением, что МРС Fly располагается в защитном корпусе с откидной крышкой, в которую монтируется iPad. В качестве программного обеспечения для iPad выступает приложение iMPC, разработанное в партнёрстве с компанией Retronyms.
Характеристики:
- 16 чувствительных к нажатию и послекасанию пэдов с подсветкой
- более 1,200 семплов, 50 редактируемых программ и 80 редактируемых секвенций
- совместимость со многими Core MIDI приложениями
- экспорт треков в MPC Software для работы с MPC Renaissance и MPC Studio
- встроенные эффекты дилэй, биткрашер и компрессор/лимитер
- возможность записи семплов с помощью микрофона и линейного входа на iPad, а также записи семплов из iTunes и других музыкальных библиотек

Помимо стандартных аппаратных моделей существуют также самостоятельные приложения для iPad: iMPC, iMPC Pro и iMPC для iPhone.